# Emerytura pomostowa
Emerytura pomostowa, tzw. pomostówka – świadczenie pieniężne przysługujące niektórym pracownikom wykonującym pracę w szczególnych warunkach lub o szczególnym charakterze, spełniającym dodatkowo określone wymagania, ustające w momencie nabycia przez uprawnionego prawa do emerytury, osiągnięcia określonego wieku lub jego śmierci.

## Prace w szczególnych warunkach
Prace związane z czynnikami ryzyka, które z wiekiem mogą z dużym prawdopodobieństwem spowodować trwałe uszkodzenie zdrowia, wykonywane w szczególnych warunkach środowiska pracy, determinowanych siłami natury lub procesami technologicznymi, które mimo zastosowania środków profilaktyki technicznej, organizacyjnej i medycznej stawiają przed pracownikami wymagania przekraczające poziom ich możliwości, ograniczony w wyniku procesu starzenia się jeszcze przed osiągnięciem wieku emerytalnego, w stopniu utrudniającym ich pracę na dotychczasowym stanowisku.

## Prace o szczególnym charakterze
Prace wymagające szczególnej odpowiedzialności oraz szczególnej sprawności psychofizycznej, których możliwość należytego wykonywania w sposób niezagrażający bezpieczeństwu publicznemu, w tym zdrowiu lub życiu innych osób, zmniejsza się przed osiągnięciem wieku emerytalnego na skutek pogorszenia sprawności psychofizycznej, związanego z procesem starzenia się.

## Warunki nabywania prawa do emerytury pomostowej
Prawo do emerytury pomostowej przysługuje pracownikowi, który spełnia łącznie następujące warunki:
- urodził się po dniu 31 grudnia 1948 r.;
- ma okres pracy w szczególnych warunkach lub o szczególnym charakterze wynoszący co najmniej 15 lat;
- osiągnął wiek wynoszący co najmniej 55 lat dla kobiet i co najmniej 60 lat dla mężczyzn;
- ma okres składkowy i nieskładkowy, ustalony na zasadach określonych w art. 5-9 i art. 11 ustawy o emeryturach i rentach z FUS (Dz.U. z 2024 r. poz. 1631), wynoszący co najmniej 20 lat dla kobiet i co najmniej 25 lat dla mężczyzn;
- przed dniem 1 stycznia 1999 r. wykonywał prace w szczególnych warunkach lub prace w szczególnym charakterze, w rozumieniu art. 3 ust. 1 i 3 ustawy o emeryturach pomostowych lub art. 32 i art. 33 ustawy o emeryturach i rentach z FUS;
- po dniu 31 grudnia 2008 r. wykonywał pracę w szczególnych warunkach lub o szczególnym charakterze, w rozumieniu art. 3 ust. 1 i 3 ustawy o emeryturach pomostowych.

Sejm ustawą z dnia 09.03.2022 r. o zmianie ustawy o emeryturach pomostowych oraz niektórych innych ustaw (Dz.U. z 2022 r. poz. 755) zniósł dodatkowy warunek, którym był wymóg rozwiązania umowy o pracę przed wydaniem decyzji w sprawie emerytury pomostowej.

## Warunki utraty prawa do emerytury pomostowej
Prawo do emerytury pomostowej ustaje z dniem:
- poprzedzającym dzień nabycia prawa do emerytury, która jest ustalona decyzją organu rentowego lub innego organu emerytalno-rentowego, określonego w odrębnych przepisach;
- osiągnięcia przez uprawnionego wieku: 60 lat – w przypadku kobiet, 65 lat – w przypadku mężczyzn – jeżeli uprawniony nie ma prawa do emerytury ustalonego decyzją organu rentowego lub innego organu emerytalno-rentowego, określonego w odrębnych przepisach;
- śmierci uprawnionego.